# Джон Займан
Джон Майкл Займан (англ. John Michael Ziman; нар. 16 травня 1925, Кембридж, Велика Британія — пом. 2 січня 2005, Ейлсбері, Велика Британія) — новозеландський і британський фізик, який працював у галузі фізики конденсованого стану, член Лондонського Королівського товариства.

## Біографія
Джон Займан народився в Кембриджі (Англія) в 1925 році. Сім'я емігрувала до Нової Зеландії, коли Займан був немовлям. Навчався в Університеті королеви Вікторії у Веллінгтоні. Здобув докторський ступінь з фізики в Балліола-коледжі в Оксфорді, став викладачем фізики в Кембриджі. Одночасно він вів фундаментальні дослідження теорії рідких металів, в результаті чого опублікував книги: «Електрони і фонони» (1960), «Електрони в металах» (1963) і «Принципи теорії твердого тіла» (1965).
У 1964 році він став професором теоретичної фізики в Брістольському університеті, де написав книгу «Елементи просунутої квантової теорії» (1969).
У 1967 році був обраний членом Королівського товариства.
У цей період його інтереси змістилися в бік філософії науки. У численних есе і книгах він писав про соціальний вимір науки та соціальну відповідальність вчених.
Пізніше він співпрацював з Полом Сігхартом і Джоном Хамфрі над книгою «Світ науки і верховенство закону» (англ. The World of Science and the Rule of Law, 1986). Основна тема книги — порушення прав людини в комуністичних і демократичних країнах.
Був одружений двічі, вперше — з Розмарі Діксон в 1951 році, до її смерті у 2001 році. Його друга дружина і колега, Джоан Соломон, пережила його, як і трьох з чотирьох його дітей.

## Публікації
- Ziman J. Electrons and phonons: The theory of transport phenomena in solids. — Clarendon Press, 1960.
- Займан Дж. Электроны и фононы: Теория явлений переноса в твердых телах. — М. : Издательство иностранной литературы, 1962.
- Ziman J. Electrons in metals: A short guide to the Fermi surface. — Taylor & Francis, 1963.
- Ziman J. Principles of the Theory of Solids. — Cambridge University Press, 1964.
  - Займан Дж. Принципы теории твердого тела. — М. : Мир, 1966 (1-е изд.), 1974 (2-е изд.).
- Rose J., Ziman J. Camford Observed: An Investigation of the Ancient English Universities in the Modern World. — Victor Gollancz, 1964.
- Ziman J. Public Knowledge: Essay Concerning the Social Dimension of Science. — Cambridge University Press, 1968.
- Ziman J. Elements Of Advanced Quantum Theory. — Cambridge University Press, 1969.
  - Займан Дж. Современная квантовая теория. — М. : Мир, 1971.
- Ziman J. The Calculation of Bloch Functions. — Academic Press, 1971.
  - Займан Дж. Вычисление блоховских функций. — М. : Мир, 1973.
- Ziman J. The Force of Knowledge: The Scientific Dimension of Society. — Cambridge University Press, 1976.
- Ziman J. Reliable Knowledge: an Exploration of the Grounds for Belief in Science. — Cambridge University Press, 1978.
- Ziman J. Models of disorder: The theoretical physics of homogeneously disordered systems. — Cambridge University Press, 1979.
  - Займан Дж. Модели беспорядка: Теоретическая физика однородно неупорядоченных систем. — М. : Мир, 1982.
- Ziman J. Teaching and learning about science and society. — Cambridge University Press, 1980.
- Ziman J., Sieghart P., Humphrey J. The world of science and the rule of law: a study of the observance and violations of the human rights of scientists in the participating states of the Helsinki accords. — Oxford University Press, 1986.
- Ziman J. An Introduction to Science Studies: The Philosophical and Social Aspects of Science and Technology. — Cambridge University Press, 1984.
- Ziman J. Prometheus Bound: Science in a dynamic steady state. — Cambridge University Press, 1994.
- Ziman J. Of one mind: the collectivization of science. — AIP Press, 1995.
- Ziman J. Real Science: What It Is and What It Means. — Cambridge University Press, 2000.

- Ziman J.M. A theory of the electrical properties of liquid metals. I: The monovalent metals // Philosophical Magazine. — 1961. — Т. 6. — С. 1013-1034. — DOI:10.1080/14786436108243361.
- Bradley C.C., Faber T.E., Wilson E.G., Ziman J.M. A theory of the electrical properties of liquid metals. II: Polyvalent metals // Philosophical Magazine. — 1962. — Т. 7. — С. 865-887. — DOI:10.1080/14786436208212676.
- Faber T.E., Ziman J.M. A theory of the electrical properties of liquid metals // Philosophical Magazine. — 1965. — Т. 11. — С. 153-173. — DOI:10.1080/14786436508211931.
- Ziman J.M. The Rutherford Memorial Lecture, 1968: Some problems of the growth and spread of science into developing countries // Proceedings of the Royal Society A. — 1969. — Т. 311. — С. 349-369. — DOI:10.1098/rspa.1969.0122.
- Ziman J.M. Information, Communication, Knowledge // Nature. — 1969. — Т. 224. — С. 318–324. — DOI:10.1038/224318a0.
- Ziman J.M. Review Lecture - Electrons in liquid metals and other disordered systems // Proceedings of the Royal Society A. — 1970. — Т. 318. — С. 401-420. — DOI:10.1098/rspa.1970.0151.
- Ziman J.M. The Bernal Lecture, 1983 - The collectivization of science // Proceedings of the Royal Society B. — 1983. — Т. 219. — С. 1-19. — DOI:10.1098/rspb.1983.0055.
- Ziman J.M. Is science losing its objectivity? // Nature. — 1996. — Т. 382 (24 березня). — С. 751–754. — DOI:10.1038/382751a0.

- Зиман Дж. Электроны в металлах (Введение в теорию поверхностей Ферми) // УФН. — 1962. — Т. 78. — С. 291–306. — DOI:10.3367/UFNr.0078.196210c.0291.
- Зиман Дж. Электроны в металлах (Введение в теорию поверхностей Ферми). Часть II. Полосы и зоны // УФН. — 1962. — Т. 78. — С. 679–693. — DOI:10.3367/UFNr.0078.196212e.0679.
- Займан Дж. Электроны в металлах (Введение в теорию поверхностей Ферми). Часть III. Динамика блоховских электронов и расчет структуры полос // УФН. — 1963. — Т. 79. — С. 319–332. — DOI:10.3367/UFNr.0079.196302e.0319.
- Займан Дж. Электроны в металлах (Введение в теорию поверхностей Ферми). Часть IV. Свойства реальных металлов // УФН. — 1963. — Т. 80. — С. 505–519. — DOI:10.3367/UFNr.0080.196307j.0505.
- Займан Дж. Электроны в металлах (Введение в теорию поверхностей Ферми). Часть V. Построение поверхности Ферми // УФН. — 1963. — Т. 80. — С. 665–684. — DOI:10.3367/UFNr.0080.196308e.0665.
- Займан Дж. Твердое тело // УФН. — 1969. — Т. 97. — С. 160–168. — DOI:10.3367/UFNr.0097.196901h.0160.
- Займан Дж. Информация, связи, знание // УФН. — 1970. — Т. 101. — С. 53–69. — DOI:10.3367/UFNr.0101.197005c.0053.